# 東北ずん子スタンプラリー
東北ずん子スタンプラリーは、宮城県白石市の有志によって行われているスタンプラリー形式のイベントである。略称はずん子スタンプラリー。

## 概要
ずんだ餅をモチーフにした美少女キャラクター・東北ずん子の名を冠したスタンプラリーとして2013年（平成25年）から開始。宮城県白石市を中心に開催しており、開催期間は1ヶ月から2ヶ月程。2015年（平成27年）までは年2回開催だった。また2021年（令和3年）は世界的なパンデミックの影響を受けて開催されなかった。

## 歴史
- 2013年8月9日 - 宮城県白石市を回るスタンプラリーとして創設。第1回目の命題は「東北ずん子奥州白石女傑物語スタンプラリー」（〜9月9日）とした。
- 2016年 - この年以降、年1回制のスタンプラリーとして施行。
- 2017年 - 決算報告の公表を開始。
- 2020年 - この年以降、命題にナンバリングが追加される。
- 2021年 - 新型コロナウイルスの影響を受け、開催が見送られた。

## 歴代開催記録
| 回数   | 開催日                                                   | 命題 | 参加者     | アンケート回収枚数 | 認定書発行数 | 出典       | 備考       |
| ------ | -------------------------------------------------------- | --- | ---------- | ------------------ | ------------ | ---------- | ---------- |
| 第1回  | 2013年8月9日〜9月9日                                     | 東北ずん子奥州白石女傑物語スタンプラリー                                                                       | 186        |                    |              | [ 2 ]      |            |
| 第2回  | 2013年10月3日〜11月8日                                   | 東北ずん子奥州白石女傑物語第二章スタンプラリー                                                                 | 267        |                    |              | [ 3 ]      |            |
| 第3回  | 2014年1月14日〜2月14日                                   | 東北ずん子第三章しろいし湯めぐり散歩スタンプラリー                                                             | 252        | 252                |              | [ 4 ]      |            |
| 第4回  | 2014年7月19日〜8月31日                                   | 東北ずん子第四章ずん子のなつやすみスタンプラリー～しろいし夏の思い出～                                         | 346        | 346                |              | [ 5 ]      |            |
| 第5回  | 2015年1月31日〜3月1日                                    | 東北ずん子第五章ずん子のしろいししろ雪スタンプラリー                                                           | 199        | 199                | 94           | [ 6 ]      |            |
| 第6回  | 2015年7月18日〜8月30日                                   | 東北ずん子第六章ずん子のなつやすみスタンプラリー～しろいしの夏をふたたび～                                     | 338        | 338                | 160          | [ 7 ]      |            |
| 第7回  | 2016年3月12日〜4月26日                                   | 東北ずん子第七章ずん子の桜だよりを探せ！スタンプラリー                                                         | 474        | 474                | 320          | [ 8 ]      |            |
| 第8回  | 2017年3月4日〜4月23日                                    | 東北ずん子第八章白石サスペンス劇場スタンプラリー～ずん子の失われた枝豆～                                       | 731        | 731                | 447          | [ 9 ]      |            |
| 第9回  | 2018年3月3日〜4月22日                                    | 東北ずん子第九章ずん子の白石選挙区総選挙スタンプラリー                                                         | 544        | 544                | 476          | [ 10 ]     |            |
| 第10回 | 2019年3月2日〜4月21日                                    | 東北ずん子第十章ずん子の芸術祭ずんずんアート白石スタンプラリー                                                 | 633        | 633                | 557          | [ 11 ]     |            |
| 第11回 | 2020年2月29日〜4月19日（新型コロナの影響で4月5日で終了） | 第11回東北ずん子スタンプラリーがんばれ東北！がんばろう白石！まちなか学園祭スタンプラリー                       | 502        | 502                | 400          | [ 12 ]     |            |
|        | 2021年                                                   | 開催されず | 開催されず | 開催されず         | 開催されず   | 開催されず | 開催されず |
| 第12回 | 2022年6月4日〜7月18日                                    | 第12回東北ずん子スタンプラリー東北三姉妹がいる”もしかしたら”の白石の日常を歩こう！！ずん子の日常スタンプラリー | 712        | 712                | 627          | [ 13 ]     |            |
| 第13回 | 2023年6月3日〜7月17日                                    | 第13回東北ずん子スタンプラリーずん子と見つけよう昭和のまち白石スタンプラリー                                   | 982        | 982                | 876          | [ 14 ]     |            |
| 第14回 | 2024年6月1日〜7月15日                                    | 第14回東北ずん子スタンプラリーずん子と未来へ繋ごう白石梅花藻物語スタンプラリー                                 | 1428       | 1428               | 1241         | [ 15 ]     |            |
| 第15回 | 2025年6月7日～7月21日                                    | 第15回東北ずん子スタンプラリーずん子と辿ろう水の城下町白石スタンプラリー                                       |            |                    |              | [ 16 ]     |            |